# MGB BDSeh 4/8
De BDSeh 4/8, ook wel Komet genoemd, is een elektrisch treinstel met een lagevloerdeel bestemd voor het regionaal personenvervoer van de Matterhorn Gotthard Bahn (MGB).

## Geschiedenis
Deze treinen zijn door Stadler Rail ontwikkeld uit de GTW met een motorrijtuig voorzien van panoramisch uitzicht in het dak.
De treinen werden door Brig-Visp-Zermatt-Bahn (BVZ) besteld bij Stadler Rail.
Op 1 januari 2003 fuseerde de Brig-Visp-Zermatt-Bahn (BVZ) met de Furka-Oberalp-Bahn (FO) en vormde de Matterhorn Gotthard Bahn (MGB).

## Constructie en techniek
Het treinstel is opgebouwd uit een aluminium frame. Het treinstel heeft een lagevloerdeel. Deze treinstellen kunnen tot drie stuks gecombineerd rijden. De treinstellen zijn uitgerust met luchtvering.

### Tandradsysteem
Deze treinstellen zijn voorzien van het tandradsysteem Abt. Abt is een systeem voor tandradspoorwegen, ontwikkeld door de Zwitserse ingenieur Carl Roman Abt (1850-1933).

## Treindiensten
Deze treinen worden door Matterhorn Gotthard Bahn (MGB) ingezet op het volgende traject.
- Täsch - Zermatt, als P&R pendel voor auto vrij Zermatt.

## Foto's

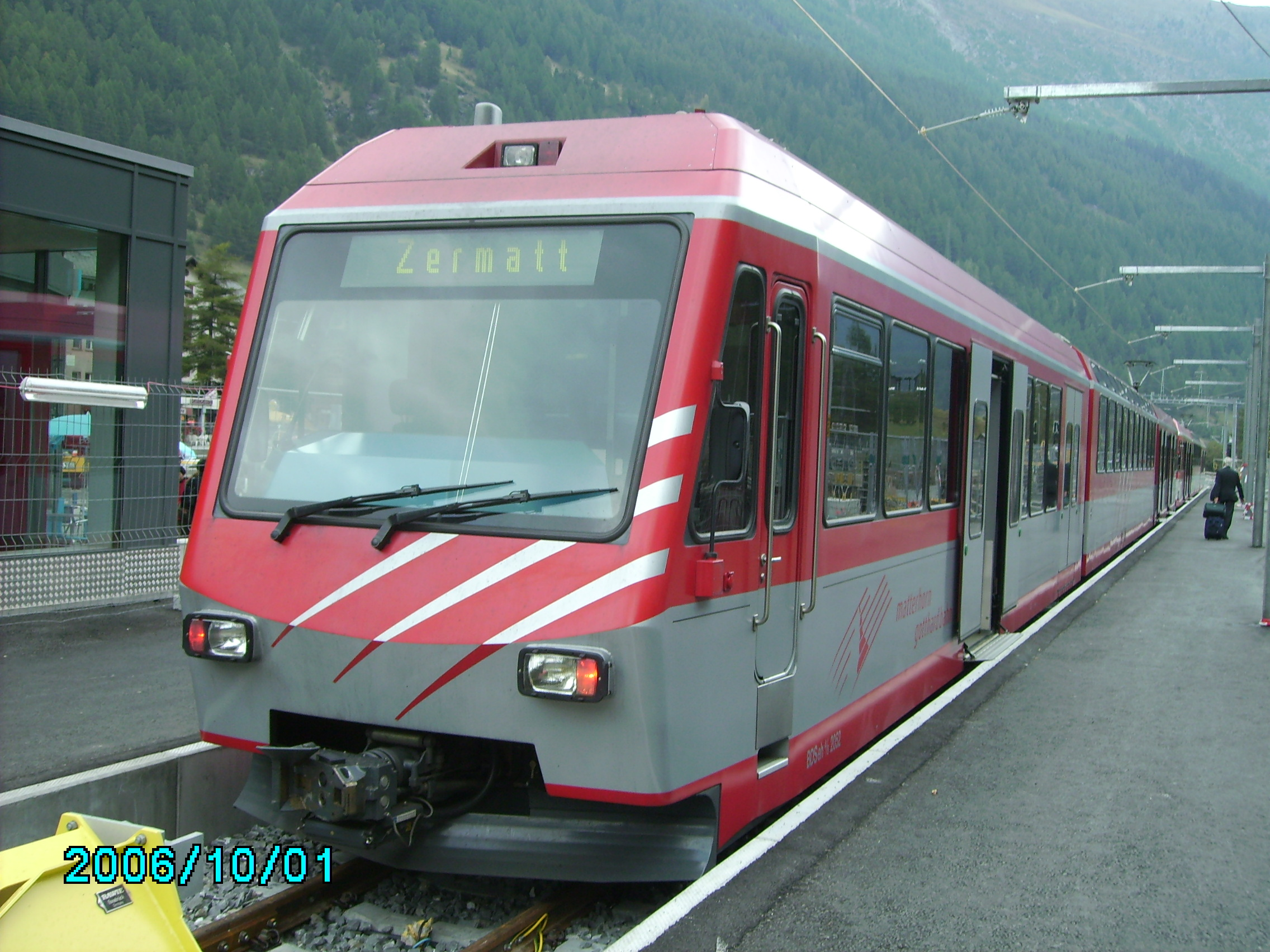
BDSeh 4/8 2052 op 1 november 2006 in Täsch
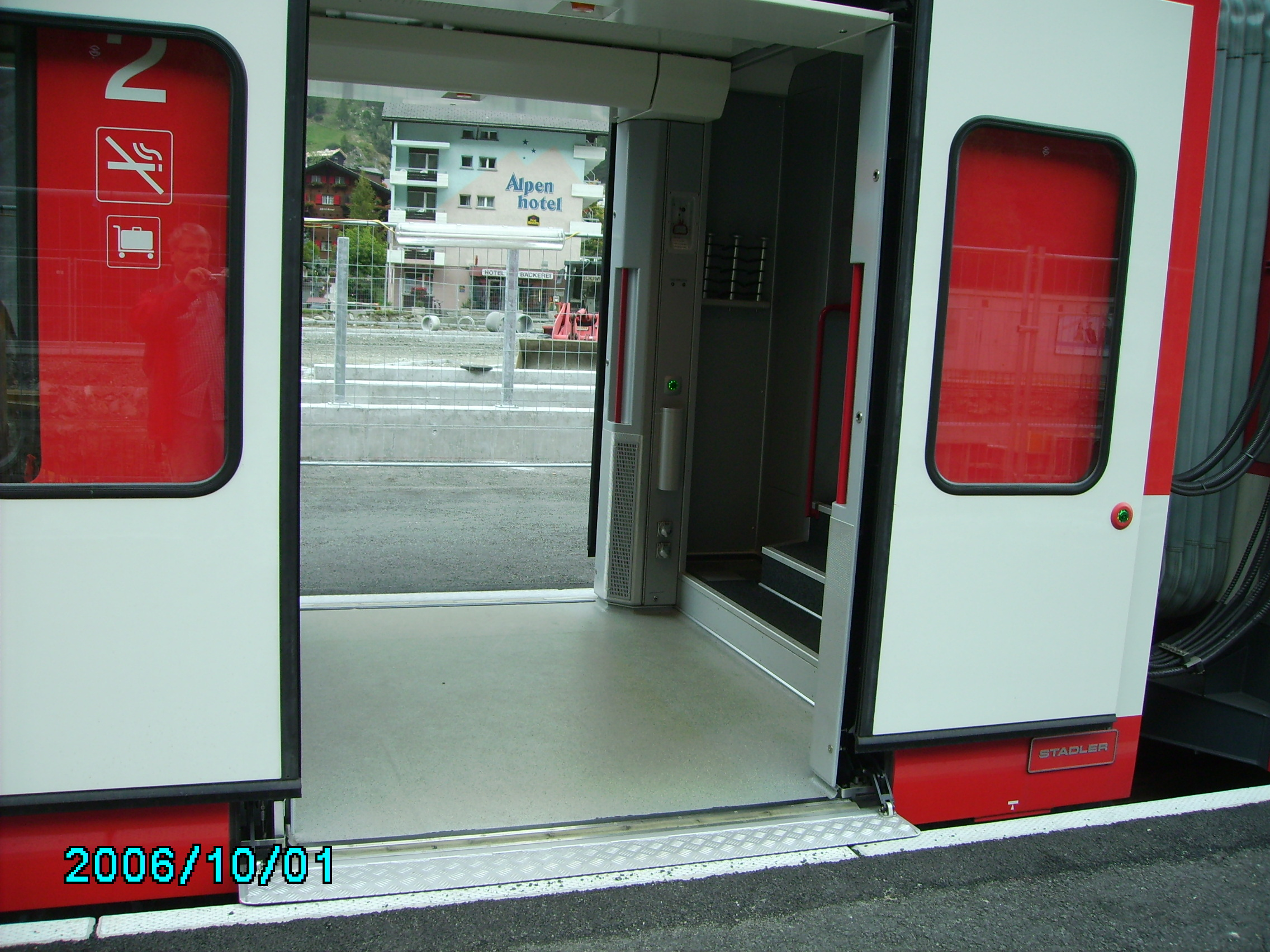

Voormalige spoorwegondernemingen: Furka-Oberalp-Bahn (FO) · Schöllenenbahn (SchB) · Brig-Visp-Zermatt-Bahn (BVZ)